# Johannes Offerhaus (1823-1905)
Johannes Offerhaus (Groningen, 23 november 1823 – Assen, 11 december 1905) was een Nederlandse advocaat, burgemeester en kantonrechter.

## Leven en werk
Offerhaus was een zoon van mr. Edo Johannes Offerhaus, advocaat en notaris te Groningen, en Aafje Johanna van Sloterdijck. Hij studeerde rechtswetenschappen aan de Groninger Hogeschool. Hij was burgemeester van Uithuizen van 1852 tot 1853. In 1853 werd hij kantonrechter in Hoogezand. Hij trouwde op 21 november 1853 te Groningen met Elisabeth Sibendina Slot (1828-1915). Vanaf 1865 was hij kantonrechter in Winschoten. Hoewel hij nog op 28 december 1876 herbenoemd werd als kantonrechter in Winschoten werd hem in 1877 als uitgevallen rechterlijk ambtenaar wachtgeld toegekend. Hij werd in dat jaar op de voordracht geplaatst voor de functie van kantonrechter in Groningen, maar werd gepasseerd door Petrus Johannes van Swinderen, die daar al plv. kantonrechter was. In december 1880 werd hij benoemd tot kantonrechter van Gorinchem.  Omdat hij weigerde een benoeming te aanvaarden werd zijn wachtgeld met de helft verminderd. Van 1877 tot 1897 was hij advocaat in de stad Groningen. Hij overleed op 82-jarige leeftijd en werd begraven op de Zuiderbegraafplaats in Assen.